# Litschau
Litschau (česky zastarale Ličov nebo Líčov) je nejsevernější rakouské město. Leží v okrese Gmünd v Dolním Rakousku. Má rozlohu 82 km² a leží 531 m n. m. K 1. lednu 2024 zde žilo 2106 obyvatel.
Město je vzdáleno pět kilometrů od českého města Chlumu u Třeboně. Jméno Litschau je slovanského původu a lze je vysledovat až k Ličov- utvořenému z osobního jména Lič. Nachází se zde hrad založený roku 1260, který je v držení moravsko-rakouského šlechtického rodu Seilernů-Aspangů. Někdejší hradní město vzniklo ve 13. století a sloužilo k opevnění hranice.
Městem protéká řeka Reissbach (česky Dračice).
Ve městě je mateřská škola, základní a střední škola. Do Ličova vede úzkorozchodná dráha z Gmündu a končí zde.

## Členění obce
Obec má 11 částí (v závorce je uveden počet obyvatel k 1. lednu 2024):
- Gopprechts (154)
- Hörmanns bei Litschau (91)
- Josefsthal (0)
- Litschau (1282)
- Loimanns (134)
- Reichenbach (39)
- Reitzenschlag (134)
- Saaß (48)
- Schandachen (79)
- Schlag (68)
- Schönau bei Litschau (77)

## Historie
Město bylo založeno ve 13. století. V roce 1297 Habsburkové udělili městu právo trhu a díky obchodu se město mohlo začít rozvíjet. První písemná zmínka o Litschau jako městu je z roku 1386.
V 16. století velkostatkáři města i vedení města, začali mít příležitost přístupu k novým průmyslovým odvětvím, které byly dříve spravovány výhradně buržoazní nadvládou. Ve městě vzniklo komerční výrobní centrum na úpatí hradu Litschau.
Rybník (původně zvaný  Mühlteich, později Herrenteich a se současným názvem Herrensee) vznikl v době obhospodařování lokality korutanskými statkáři Krajířové z Krajku (německy Kraiger von Kraigk) z Landštejna a Nové Bystřice (1541 - 1572). Měl poskytovat jednak dostatek vodní energie pro provoz velkého vícerychlostního hospodářského mlýna (písemně zmiňovaný v rámci vrchnostenských odhadů v letech 1576 a 1627) a jednak sloužit pro chov ryb. Je domněnka, že rybník pomohli vybudovat čeští rybníkáři (Mikuláš Ruthard z Malešova), který pro statkáře pracoval. Ke mlýnu později přibyl i nově vybudovaný pivovar. Nejhorším historickým obdobím pro město byla doba rolnických povstání (1524–1525 německá selská válka) a následující třicetiletá válka (1618–1648).
V roce 1900 byla dolnorakouskými státními drahami uvedena do provozu waldviertelská úzkorozchodná trať z Gmündu do Litschau. Pravidelná osobní doprava však byla ukončena v roce 1986. V roce 2024 zde jezdil pravidelný turistický nostalgický spoj společnosti Dolnorakouské Waldviertelské dráhy.
V roce 1969 byly k Litschau přičleněny původně samostatné obce Gopprechts, Loimanns, Reichenbach a Schönau u Litschau. V roce 1972 následovalo připojení obcí Hörmanns, Reitzenschlag, Schandachen a Schlag.
V roce 1971 mělo město 3230 obyvatel. Počet obyvatel v posledních desetiletích klesá, v roce 2024 mělo 2106 obyvatel.

## Politika

### Starostové
- 1994–2014 Otto Huslich (ÖVP)[10]
- od roku 2014 Rainer Hirschmann (ÖVP)

### Významní rodáci
- Kaspar Schrammel (1811–1895), hudebník a skladatel
- Willy Hengl (1927–1997), malíř a fotograf

## Galerie

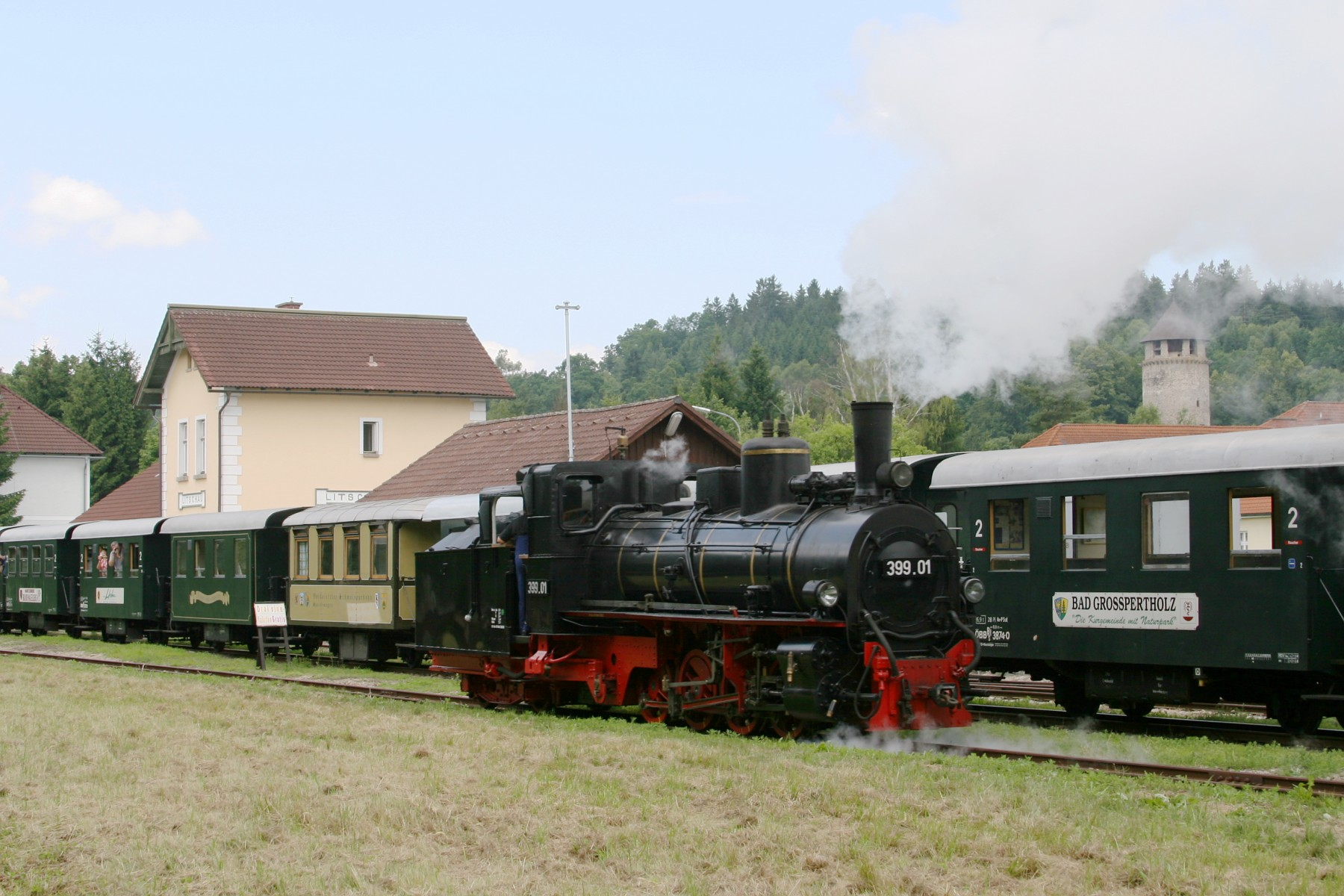
Parní lokomotiva na nádraží v Litschau (v pozadí hrad)
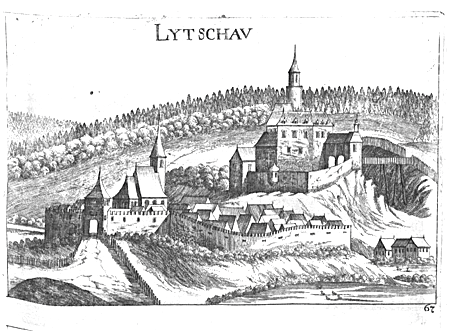
Litschau, vyobrazení v publikaci G. M. Vischera Topographia Archidvcatvs Avstriae Inf. Modernae
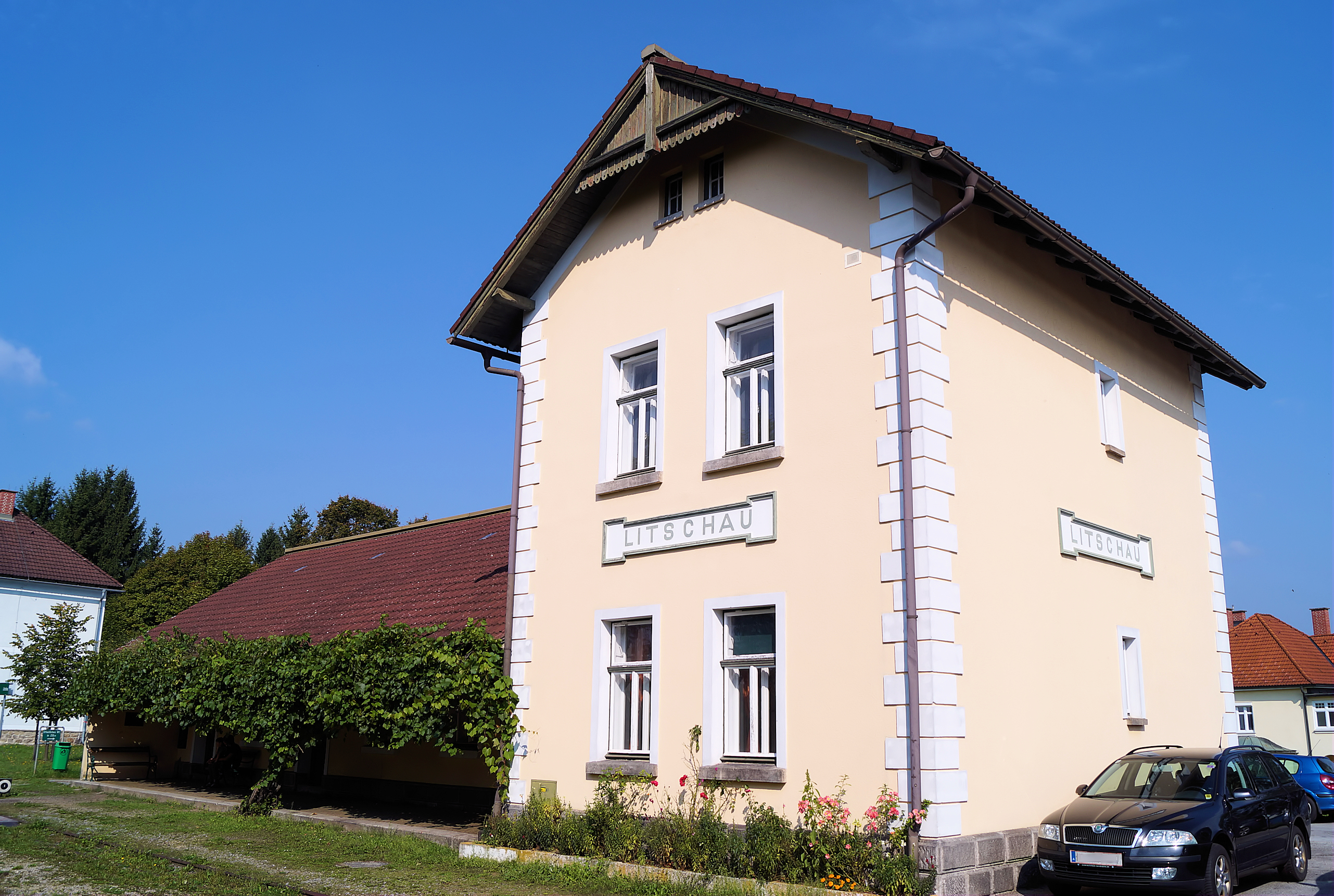
Renovovaná nádražní budova s vinnou révou vysazenou okolo roku 1900, která porůstá celou čekárnu stanice
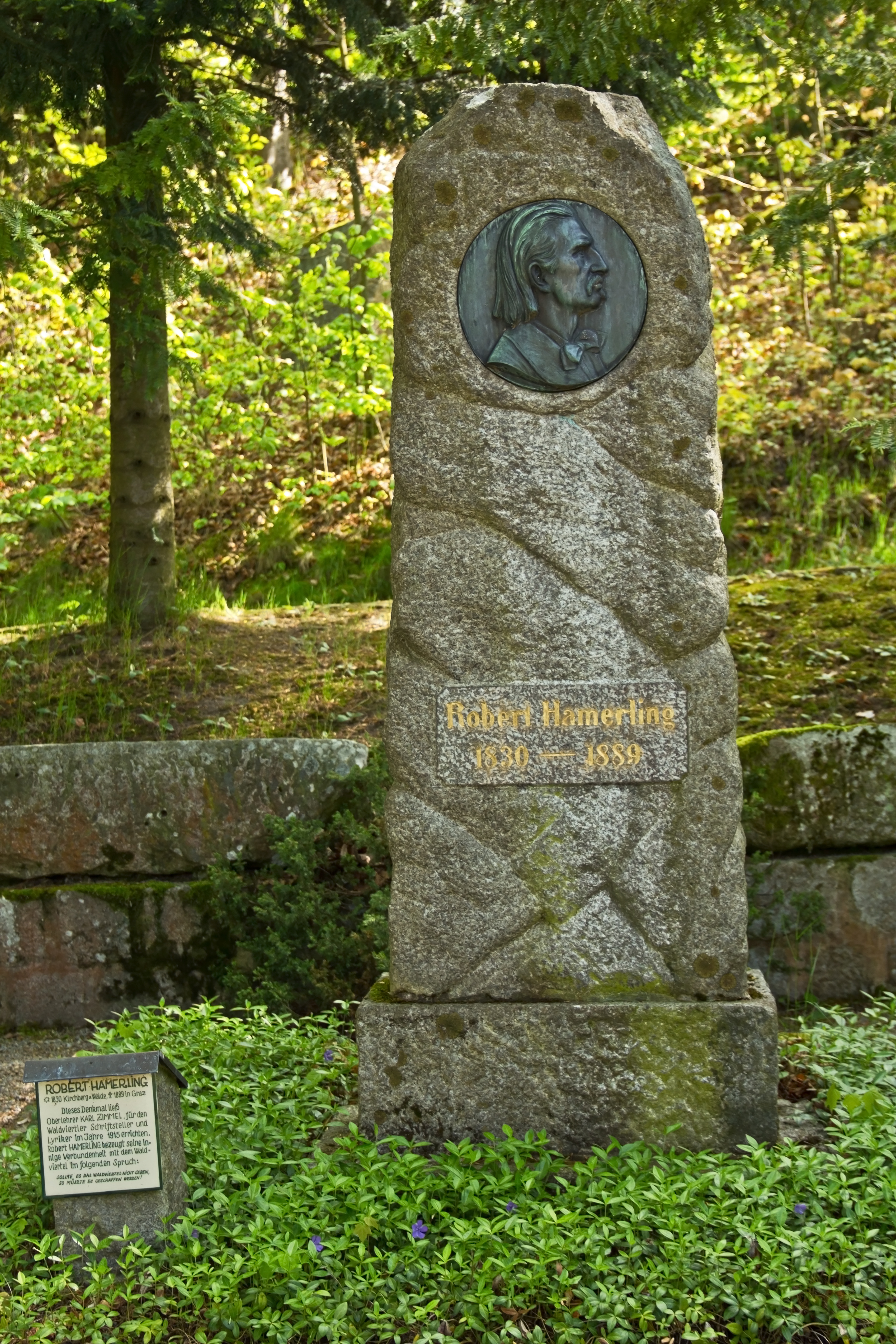
Památník rakouského básníka Roberta Hamerlinga (vl. jm. Rupert Johann Hammerling)
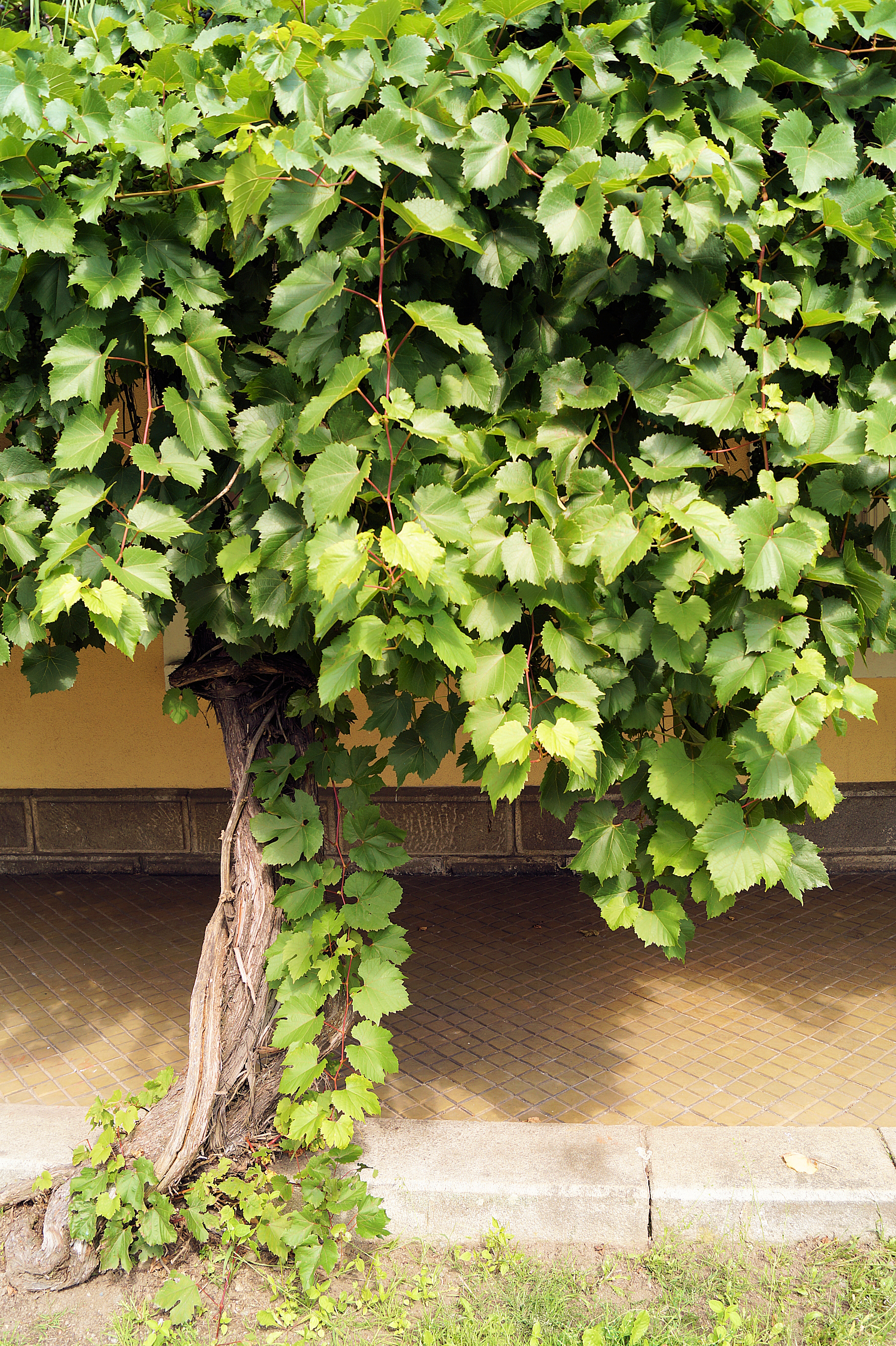
Více než stoletá réva na nádraží
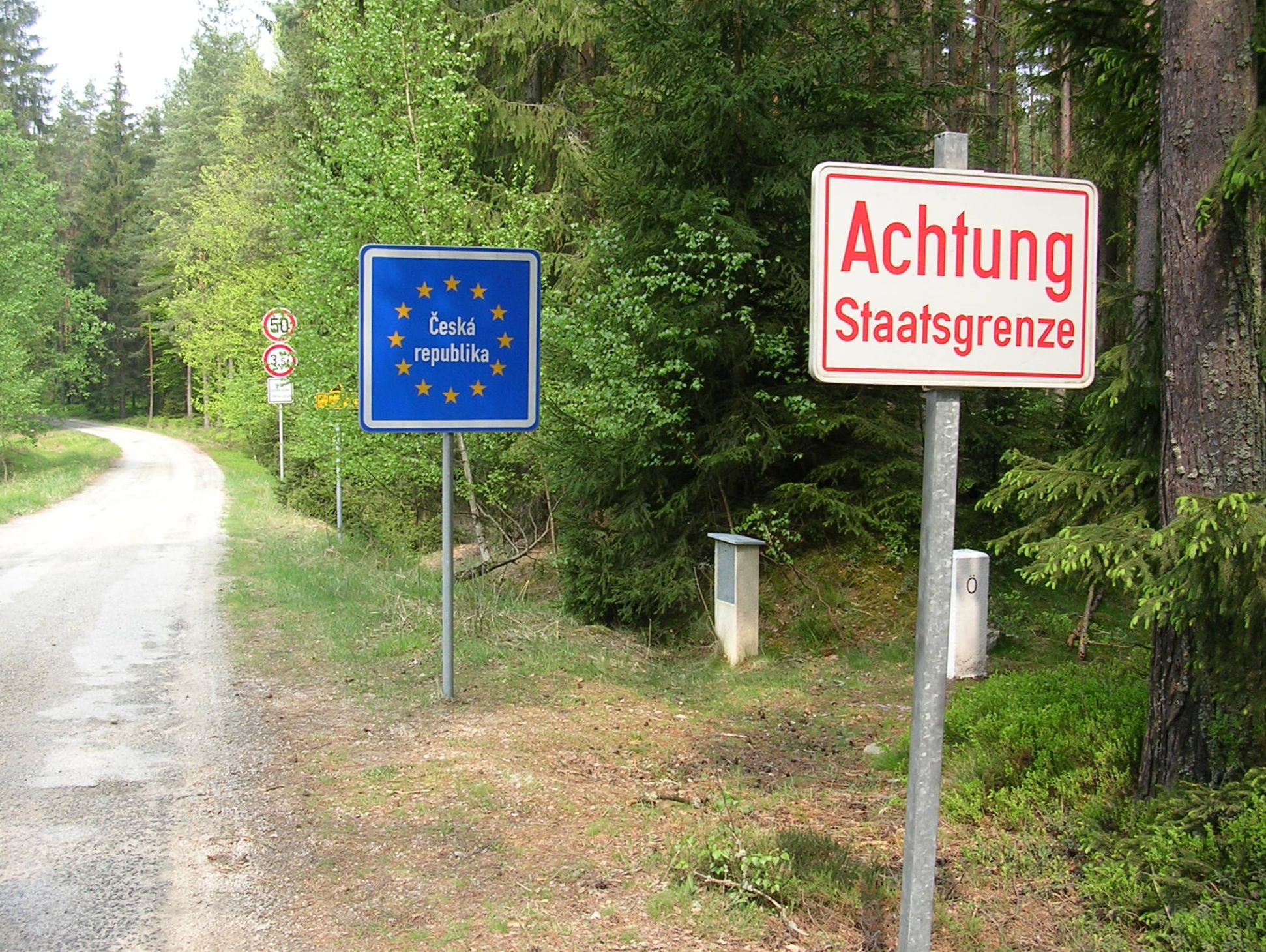
Přechod Schlag – Staňkov
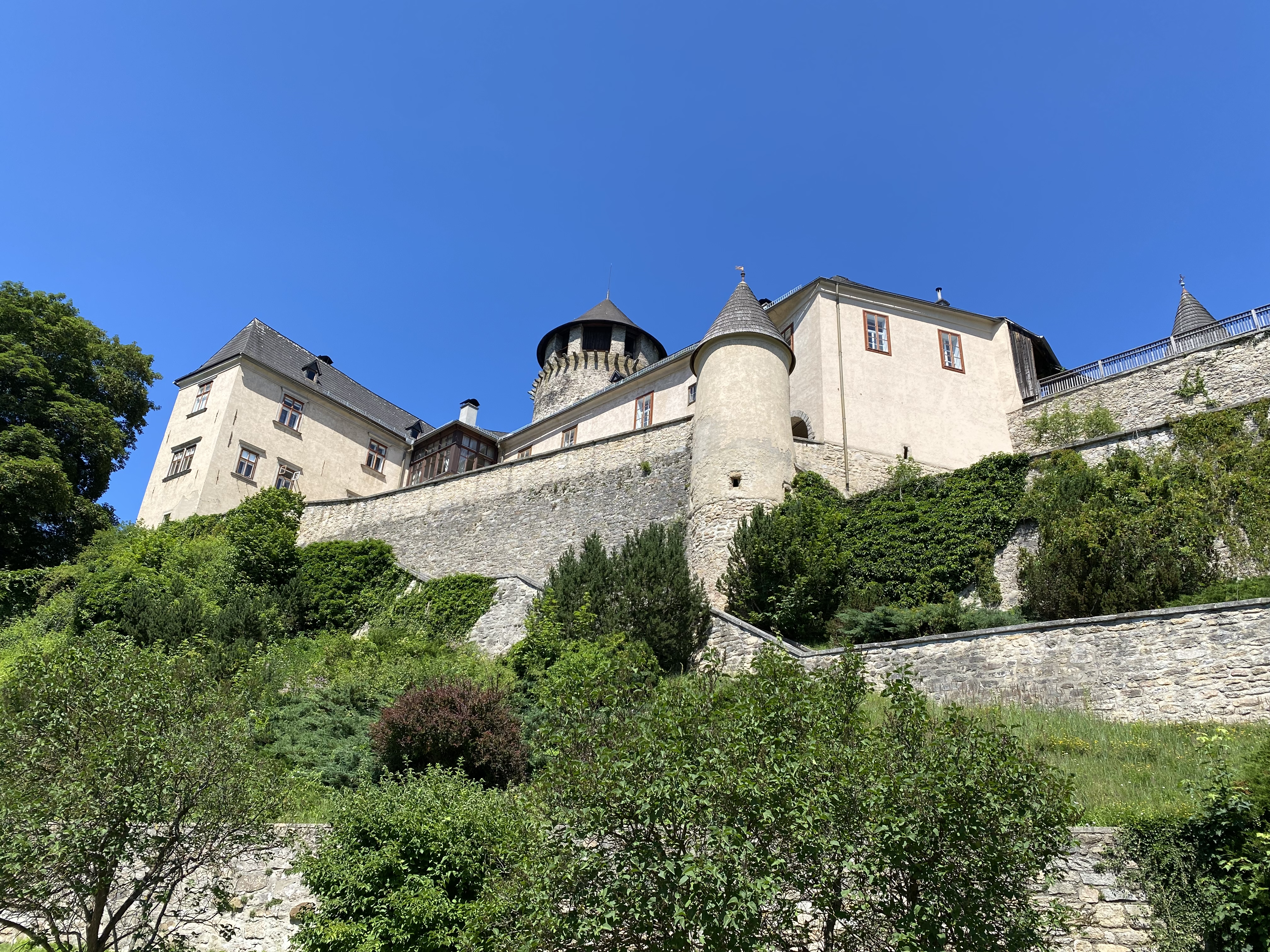
Litschau zámek pohled zespodu - rok 2022
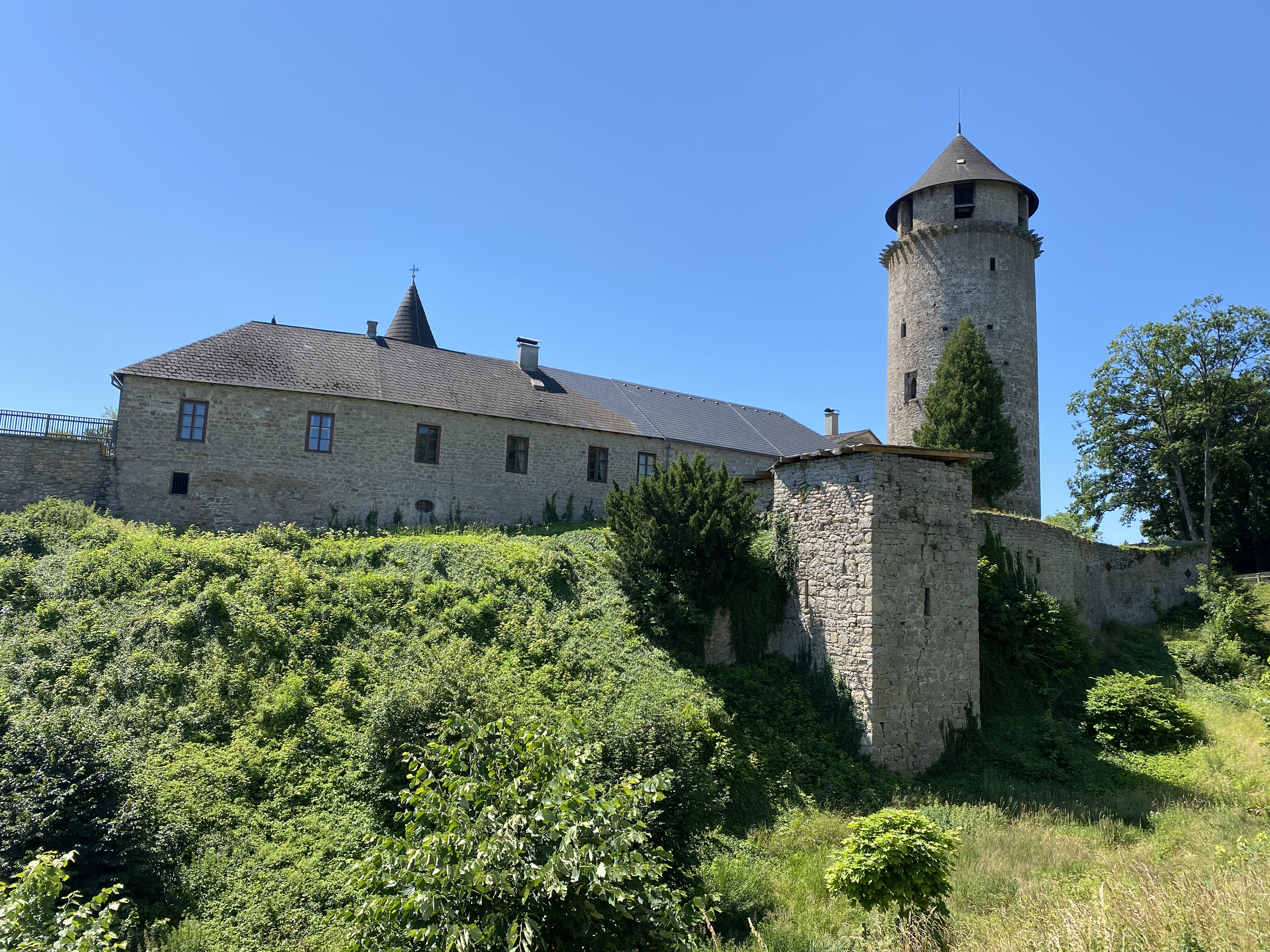
Litschau zámek - rok 2022
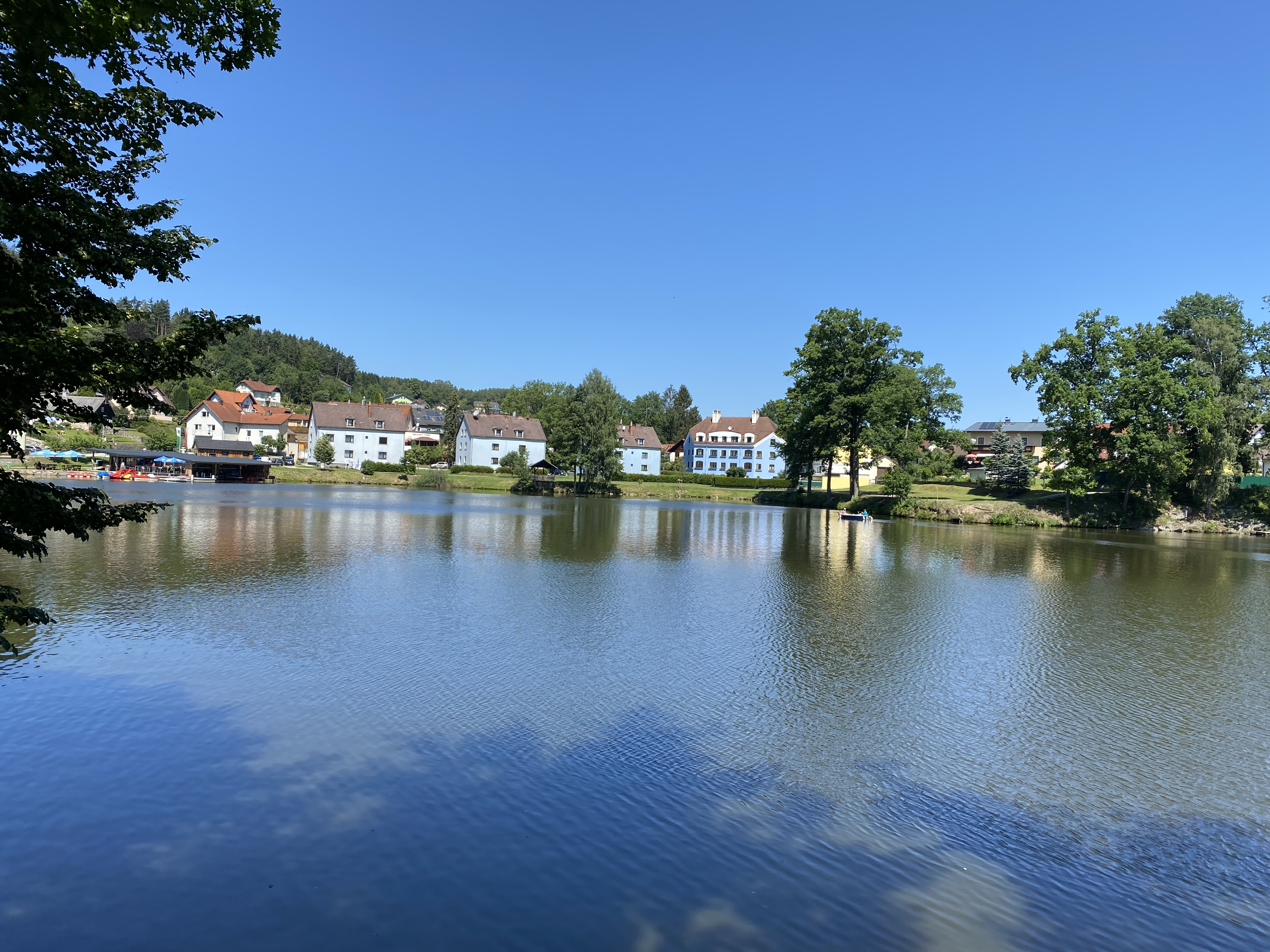
Litschau rybník Hereensee - rok 2022